# Leptogenys regis
Leptogenys regis é uma espécie de formiga do gênero Leptogenys, pertencente à subfamília Ponerinae.